# بوردسهولم
بوردسهولم (به آلمانی: Bordesholm) یک شهر در آلمان است که در رندسبورگ-اکرنفورده واقع شده‌است. بوردسهولم ۷٬۶۲۳ نفر جمعیت دارد.